# Словообразовательная мотивация
Одним из важнейших понятий словообразования является словообразовательная мотивация, которая определяет семантическую обусловленность мотивированного слова (производного или сложного) значением мотивирующего слова (или слов).
Мотивированное слово состоит из мотивирующей (производящей, базовой, деривационной) основы, общей с мотивирующим словом, и словообразовательного форманта. Например, в парах думать → выдумать или манго → манговый мотивирующими основами являются думать- и манго-, а формантами — префикс вы- и суффикс -ов. при этом основ может быть несколько, например, в таких словоформах, как диван-кровать, газонефтепровод.